# Bollstabruk
Bollstabruk is een plaats in de gemeente Kramfors in het landschap Ångermanland en de provincie Västernorrlands län in Zweden. De plaats heeft 2118 inwoners (2005) en een oppervlakte van 449 hectare. De plaats ligt aan de rivier de Ångermanälven, vlak bij de plaats waar deze in de Botnische Golf uitmondt.

## Verkeer en vervoer
Bij de plaats lopen de Riksväg 90 en Länsväg 333.
De plaats had een station aan de nog bestaande spoorlijn Sundsvall - Långsele.